# フューザー (天文学)
フューザー (Fusor) は、カリフォルニア大学バークレー校のGibor Basriが天文分野の術語体系を明確化するために国際天文学連合に提案した用語である。彼の定義によると、フューザーとは「生涯の間に核で核融合を行う天体」ということになる。この定義では全ての核融合が含まれるため、最低質量は重水素の核融合が可能となる13木星質量程度となる。この値は、継続的な水素の核融合が可能となる約60木星質量よりもかなり小さい。重力収縮が内部核融合による熱発生によって妨げられる約75木星質量以下の天体は、「恒星」とは見なされない。